# Brandbach (Wiese)
Der Brandbach ist ein gut 2,2 Kilometer langer Bach des Südschwarzwaldes im baden-württembergischen Todtnau im Landkreis Lörrach. Er entspringt am Südhang der Bergerhöhe und mündet in Todtnau oberhalb der Spitalstraße von rechts und Norden in die Wiese.

## Geographie

### Verlauf
Der Brandbach entspringt auf etwa 1098 m ü. NHN am Südhang der Bergerhöhe unterhalb des Bergerhöhwegs an der Grenze der beiden Gemarkungen Todtnau und Todtnauberg. Von dort fließt er nach Süden mit leicht westlicher Tendenz sein bewaldetes Tal hinab. Kurz vor Erreichen der Todtnauer Wohnbebauung in der Hägmatt tritt er aus dem Wald hervor und fließt durch offene Wiesenaue bis zur ersten Straßenbrücke in der Hägmatt, unterquert dann noch die Ober-, Kirch- und Feldbergstraße und schließlich die Carl-Otto-Keller-Straße, ehe er direkt danach auf etwa 648 m ü. NHN von rechts und Norden in die Wiese mündet.
Der gut 2,2 km lange Brandbach mündet rund 450 Höhenmeter unterhalb seiner Quelle, er hat somit ein mittleres Sohlgefälle von etwa 20 %.

### Einzugsgebiet
Das naturräumlich zum Südschwarzwald gehörende Einzugsgebiet ist gut 1,5 km² groß und liegt vollständig im Gemeindegebiet der Stadt Todtnau. Der höchste Punkt des Einzugsgebiets liegt im Norden auf der Bergerhöhe auf etwa 1212 m ü. NHN.
Die Einzugsgebiete der folgenden Nachbargewässer grenzen an:
- Im Osten liegt das Einzugsgebiet der Roten Wiese, die direkt oberhalb des Brandbachs in die Wiese mündet;
- im Südosten und Südwesten liegen Gebiete, die von der Wiese selbst entwässert werden;
- im Westen und Norden konkurriert das Stübenbächle, das sich über den Schönenbach direkt unterhalb des Brandbachs in die Wiese ergießt.

### Zuflüsse
Auf der amtlichen Gewässerkarte sind keine benannten Zuflüsse verzeichnet, lediglich ein gutes halbes Dutzend kleinerer, namenloser Hangwaldbäche finden sich in der topografischen Karte.

### Flusssystem Wiese
- Fließgewässer im Flusssystem Wiese

## Wirtschaftliche Nutzung
Rund 400 Meter vor Erreichen der Wohnbebauung finden sich am Rande des Brandbachs aufgelassene Gruben aus dem Mittelalter, von denen die Namen Friderika-Stollen und St.Lienhard bekannt sind.
Zwischen den beiden Straßenbrücken über den Brandbach, Hägmatt und Oberstraße, befindet sich ein Wasserkraftwerk.